# 金毘羅街道

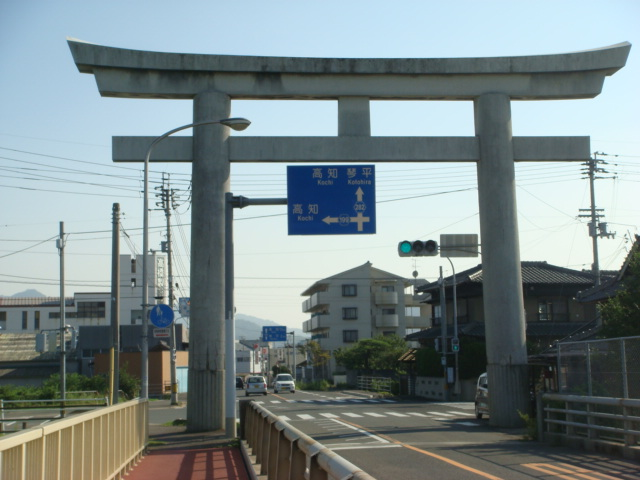
高松街道上にある鳥居（まんのう町の香川県道282号）

金毘羅街道（こんぴらかいどう）とは、各地と金刀比羅宮（香川県仲多度郡琴平町）を結ぶ参詣道として整備された街道。複数の経路が存在し、地域によっては金毘羅往来（こんぴらおうらい）とも呼ばれる。
中でも特に利用者が多かった高松街道、丸亀街道、多度津街道、阿波街道、伊予・土佐街道は金毘羅五街道（こんぴらごかいどう）と通称される。これら主要な街道以外にも金毘羅参りに利用されていた街道は金毘羅街道・金毘羅往来と呼ばれていた。本項目各節では、この「金毘羅五街道」および同街道群に歴史上密接に関連付けられている往来・街道について解説する。

## 概要
江戸時代、海上交通の守り神である金毘羅大権現への信仰が一般民衆にも広がると、金毘羅参りが盛んに行われるようになり、全国各地から多くの参詣客が訪れるようになった。多くの旅人が利用した参詣道には灯篭や丁石などが設置され、街道として整備された。
明治中期以降、鉄道や自動車が登場する時代になると、歩行街道としての金比羅街道は廃れ、旧街道の流れを汲む新しい道が整備されていった。現在はその多くが県道や国道に指定されている。その一方で従来「金毘羅街道」とされていた道は旧道となり、地域の道路整備や住宅地造成、区画整理によって往時の姿をとどめる事が困難となり消えていったものも多い。
街道・往来が通っていた一部の地域においては、往時の道標を遺構として見る事もできる。ただし、それらの中には上述した地域の土地整備のために移築されたものも多く、その場合には実際の方角と道標の方角が一致していない場合があるので、注意が必要である。なお、これら道標には「すぐ こんぴら」と記されているものも多いが、これは「直ぐ 金毘羅」と解し「金毘羅へ向かう人はこの交差をまっすぐ進みなさい」という意味で距離的な「すぐ」ではない。

## 高松街道（琴平街道）
| 国道32号標識 | 香川県道282号標識 |

別名は琴平街道、高松金毘羅街道など。高松城から讃岐国の各地を結んでいた高松藩の讃岐五街道 の一つでもある。起点は高松城（玉藻城）外堀にかけられていた常盤橋（現在の高松三越の付近）。栗林からは香川県内陸部の円座、畑田十三塚、滝宮、岡田、榎井などを経由し琴平に至る。高松藩松平家が金刀比羅宮を厚く保護したため、街道も早くから整備され、伝馬所は栗熊に、高松側起点の一里塚は紙町、円座、福家、陶、小野、岡田、四条に置かれ、街道沿の町は宿場として賑わった。
現在の高松街道は香川県道266号勅使室新線・香川県道282号高松琴平線（旧国道32号）とそのバイパスとして整備された国道32号であり、旧街道と重なる部分もある。円座から琴平までは高松琴平電気鉄道琴平線がほぼ並行して走っている。
中讃地方を流れる一級河川の土器川は、高松街道が渡河をする中流のあたりでは別名の祓川と呼ばれている。これは金刀比羅宮へ向かう参拝者がこの川で身を祓い清めたためと言われている。

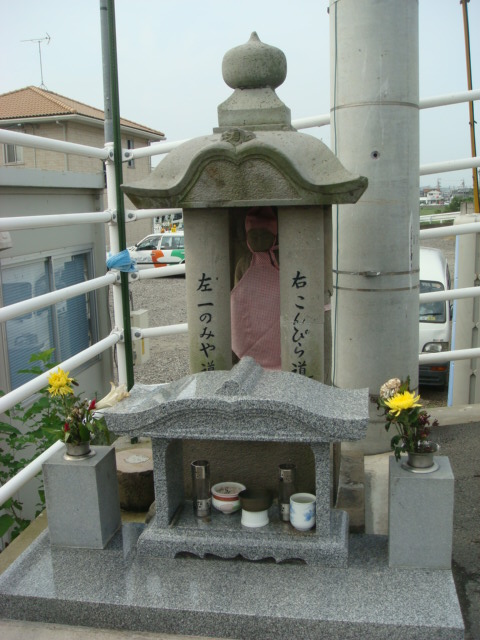
成合橋のたもとにある道しるべ（高松市成合町）
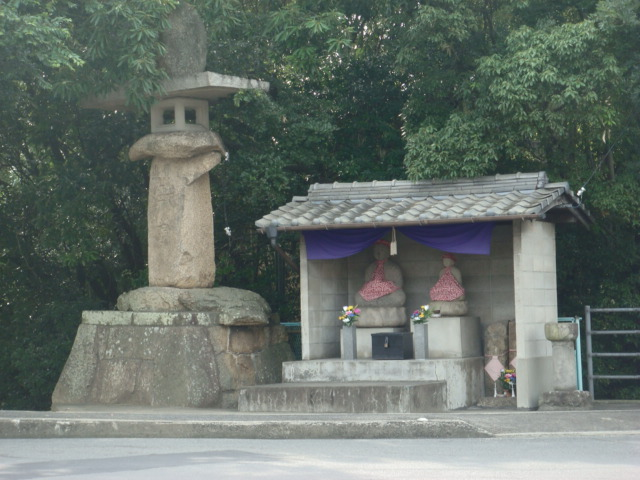
安政五年建立の灯籠（高松市国分寺町）
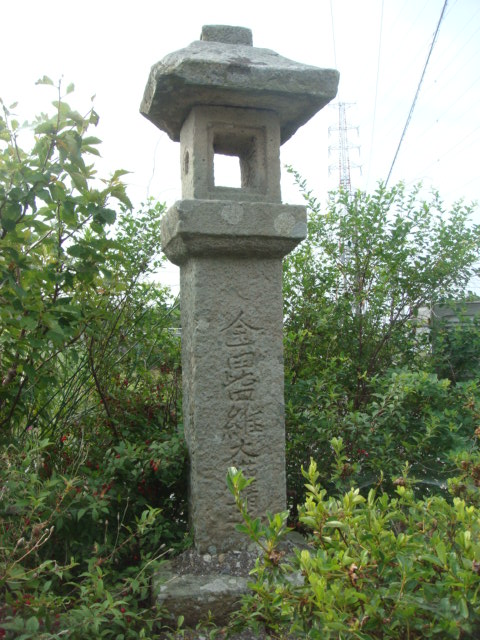
旧街道沿の灯籠（高松市国分寺町）
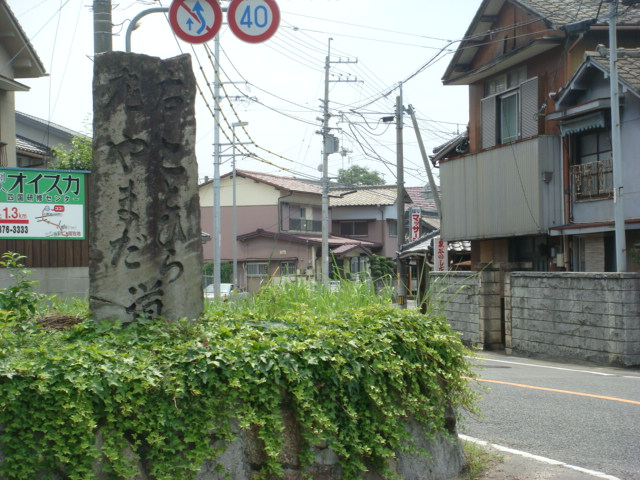
右ことひら左やまだと記されている道しるべ（綾川町陶）
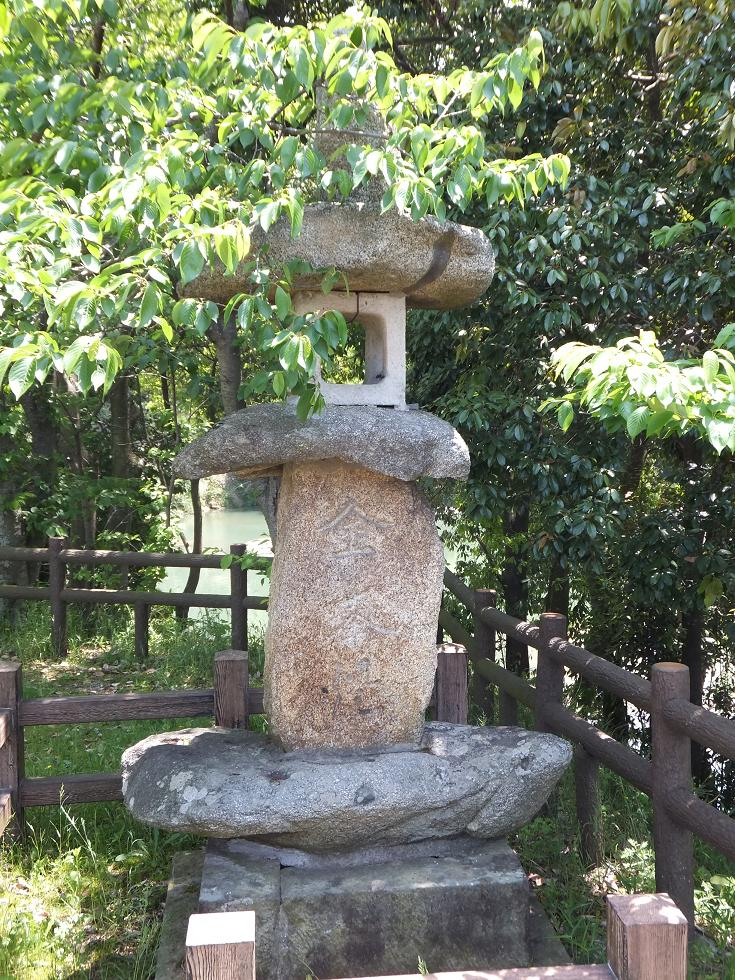
灯籠（綾川町滝宮公園）

## 丸亀街道（金毘羅往来）
| 香川県道4号標識 | 香川県道204号標識 |

丸亀港から中府、郡家、与北などを経て琴平に至る道。陸路の距離が短く平坦であったため、大坂や対岸の備前国などから金毘羅船で讃岐を訪れた参詣客が多く利用していた。延享年間には大坂－丸亀間に定期船が就航し、数ある金毘羅街道のうちで最も賑わったと伝わる。現在は香川県道204号、香川県道4号などがその流れを汲む道路である。
丸亀港にある太助灯籠、あるいはさぬき浜街道（香川県道193号）京極大橋の橋下にある京極船魂神社から丸亀駅に向かって市道を南下。予讃線高架下をくぐり、通町で西折れ。丸亀駅前で香川県道204号を横断して浜町の美術館通りに入ってすぐ（猪熊弦一郎現代美術館南側。県道204号交点から50m西）の路地を、南条町を超えて中府町まで南下する。中府町（鶏鳴軒の道標）で西折するが道は南西へと下り中府の大鳥居を抜けて南下。そのまま香川県道205号を横断し、中府三軒家の三つ角（平成新設丁石・五丁石）を東折したのち香川県道33号を横断して山北町へ。山北町の城西コミュニティーセンターから香川県道204号へと南折し柞原町へと入り、丸亀城南郵便局の前を南下通過した後に至る三叉路（平成新設丁石・二十丁石）から西折して県道204からは離れて町境となる市道を南下。国道11号を横断し、地域の溜め池である田村池の東辺を通過してさらに南下、高松自動車道の高架をくぐって見える灯籠の西側道をさらに群家町へと南下、三条町で県道4号と合流、善通寺市与北町に入る。以降は、ほぼ県道4号の道なりに進み与北町からまんのう町公文、まんのう町西高篠を通過して、琴平町苗田にて西折。若宮神社の境内路地を抜けた後に西進して、国道319号・県道206号苗田交差点を横断してさらに西進。土讃線高架をくぐったのち、土讃線に沿って南下。ことでん琴平線横瀬踏切を横断して琴平線と土讃線の間をそのまま路地に入る事無く南下すれば、琴電琴平駅東側にある公園「北神苑」に在する高灯籠へと至り、本街道が完結する。なお高灯籠からは県道207号を横断して琴平の街内路地を南に直進し、商店街アーケードとの交差で商店街内へと西折(右折)して直進すれば、金刀比羅宮参道に入る事となる。

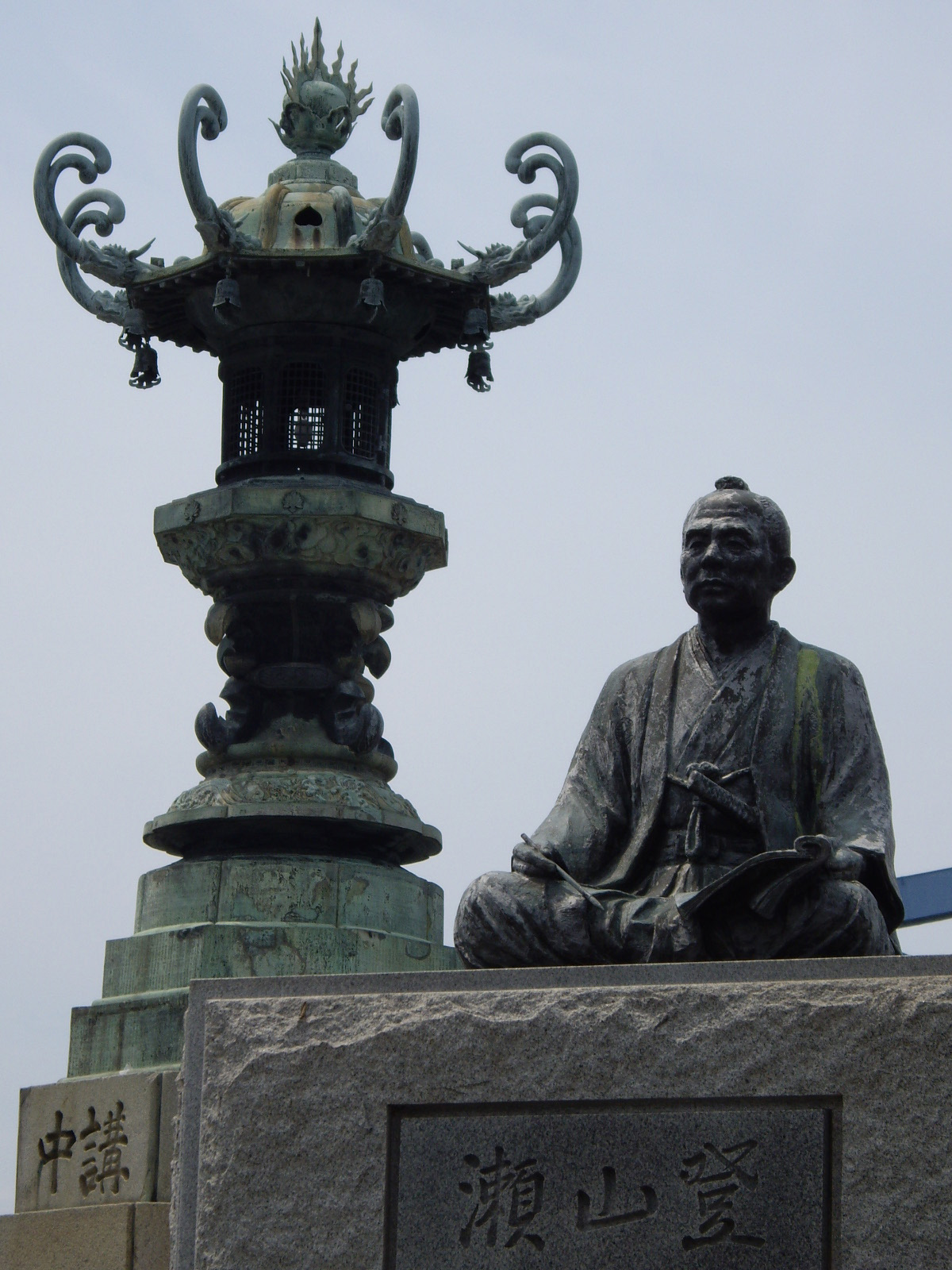
太助灯籠（丸亀港）
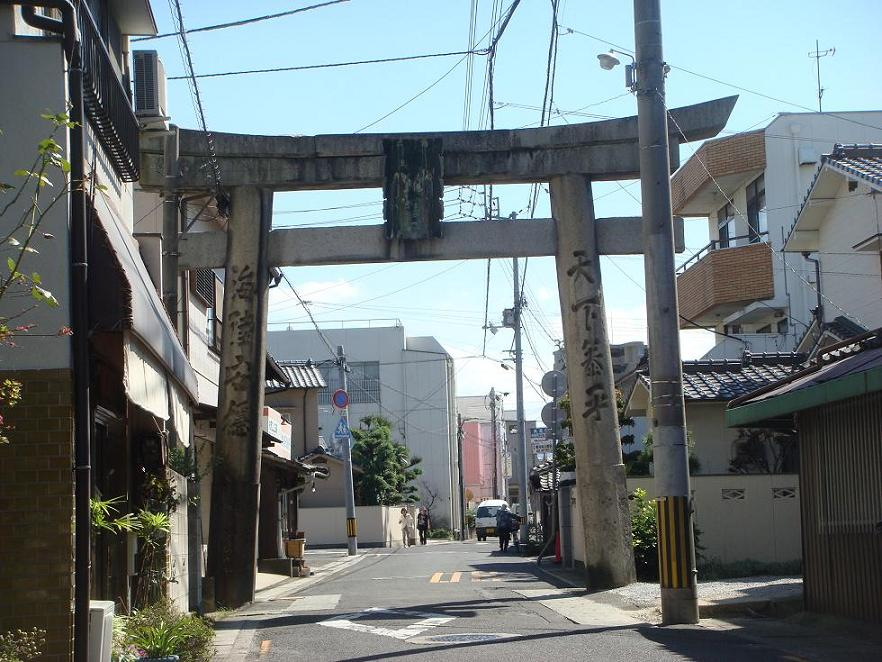
鳥居（丸亀市中府町）

### 金毘羅往来
| 国道30号標識 | 岡山県道165号標識 | 岡山県道21号標識 | 岡山県道22号標識 |

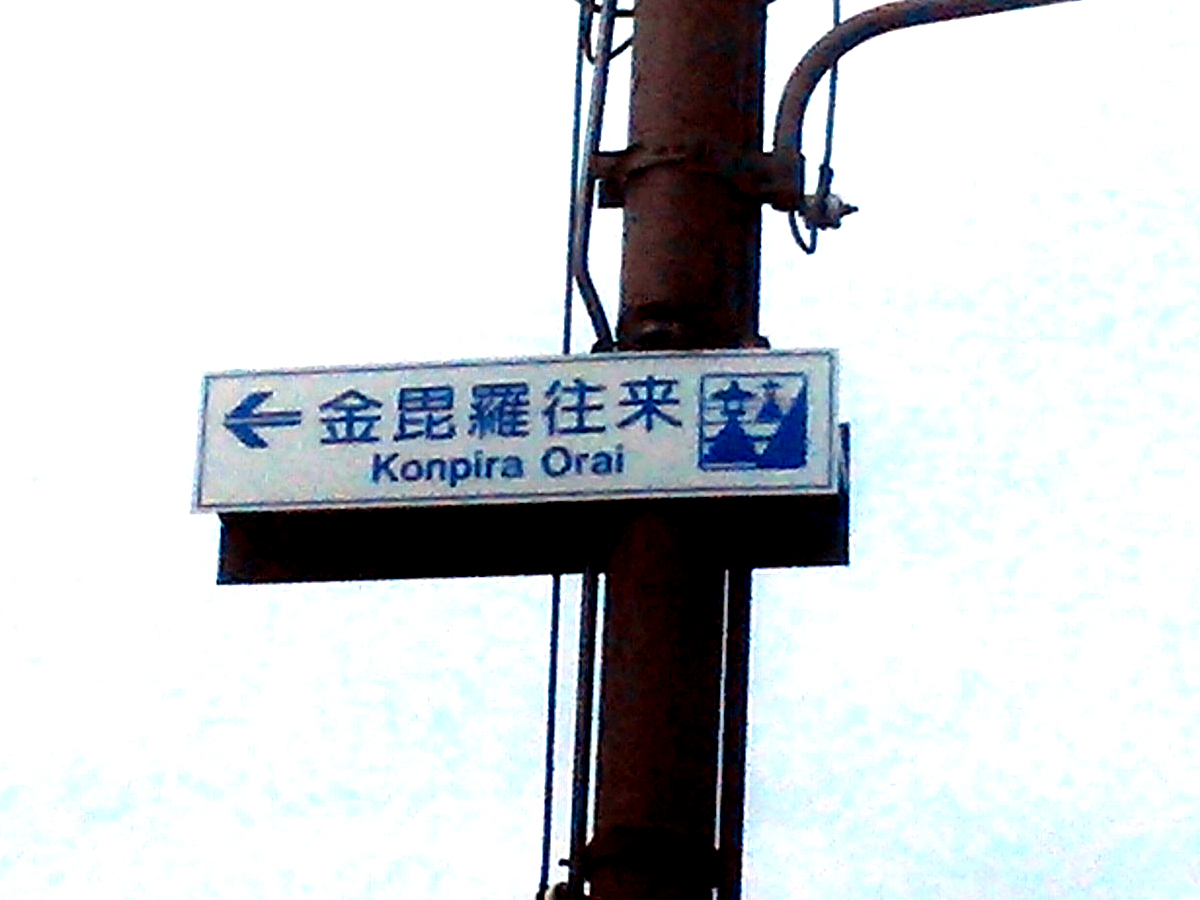
金毘羅往来の標識（早島町）

備前国岡山藩の中心部（現在の岡山県岡山市北区岡山表町商店街付近）もしくは庭瀬藩の板倉村真金（現在の吉備津駅付近。旧山陽道の交点）より早島、茶屋町、藤戸、由加山、児島、下津井を経由して、渡船により上記した丸亀街道に到る道。特に岡山藩から端を発する道程に関しては岡山藩六官道 のひとつと数えられる。現在に言う国道30号（自動車専用有料バイパスである瀬戸中央自動車道も含む）および、その周辺県道、さらには、西日本旅客鉄道岡山支社管区宇野線および本四備讃線（いわゆる瀬戸大橋線）に代表される、岡山香川間本四連絡交通の原形を成す往来街道のひとつとされている。備前国では、これに丸亀街道を含めて金毘羅往来と称する。目的により岡山側で複数のルートが示されることがあるが、岡山藩の中心部を起点とし、早島以降を経由する街道である事は共通する。また、このルートは早島以降、地元信仰の拠点となる由加山を経由することから、厄除けのために由加神社本宮および蓮台寺（瑜伽大権現）を詣でたのちに金毘羅に向かうという両まいりの風習を残している。（後述する吉備津金毘羅往来では「三社参り」になる）

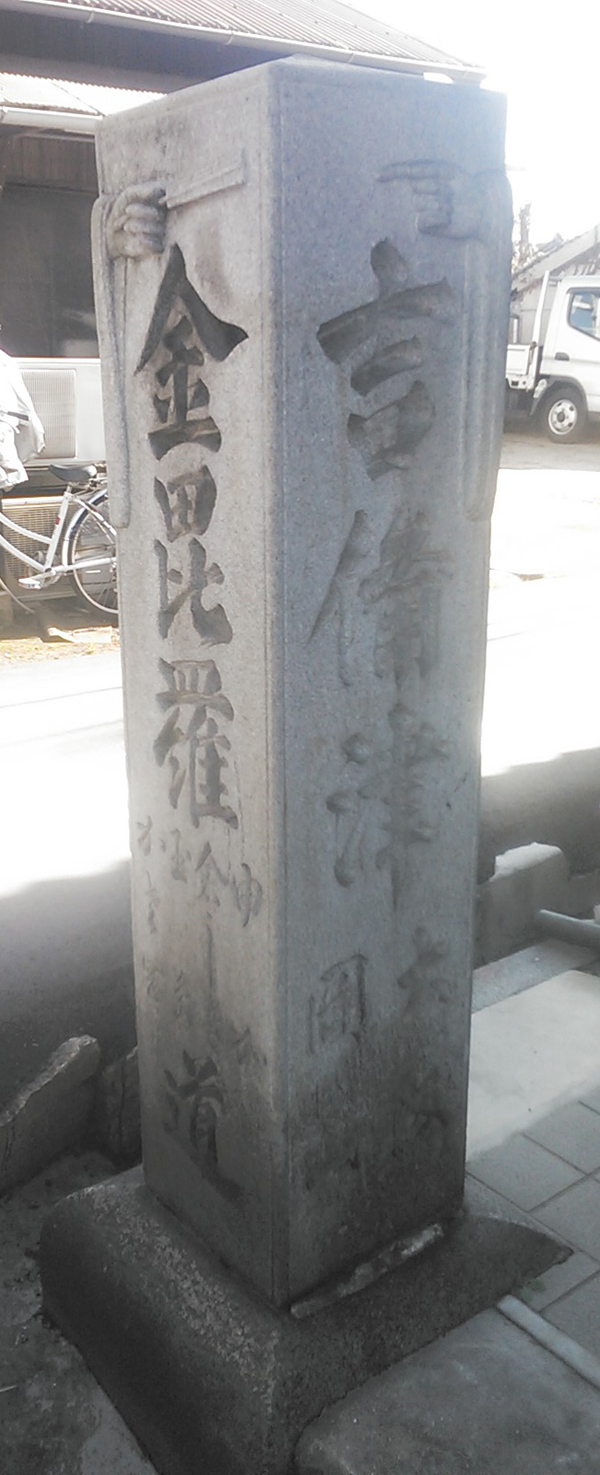
吉備津・庭瀬回り往来の起点となる「應徳寺の道標」（岡山市北区撫川）
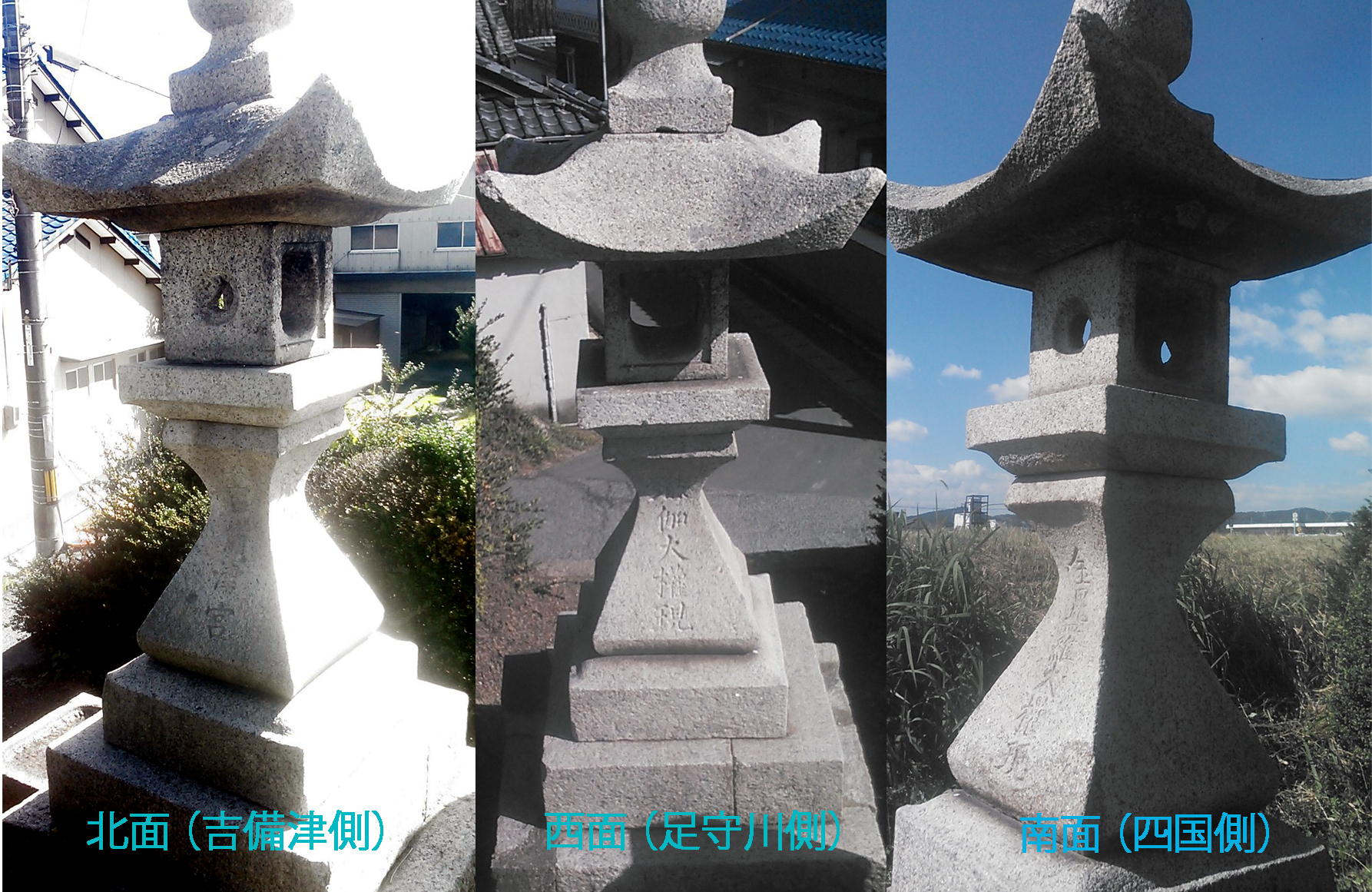
足守川の土手に立つ高田常夜灯（岡山市北区撫川） 吉備津・瑜伽・金毘羅の三社が記されている
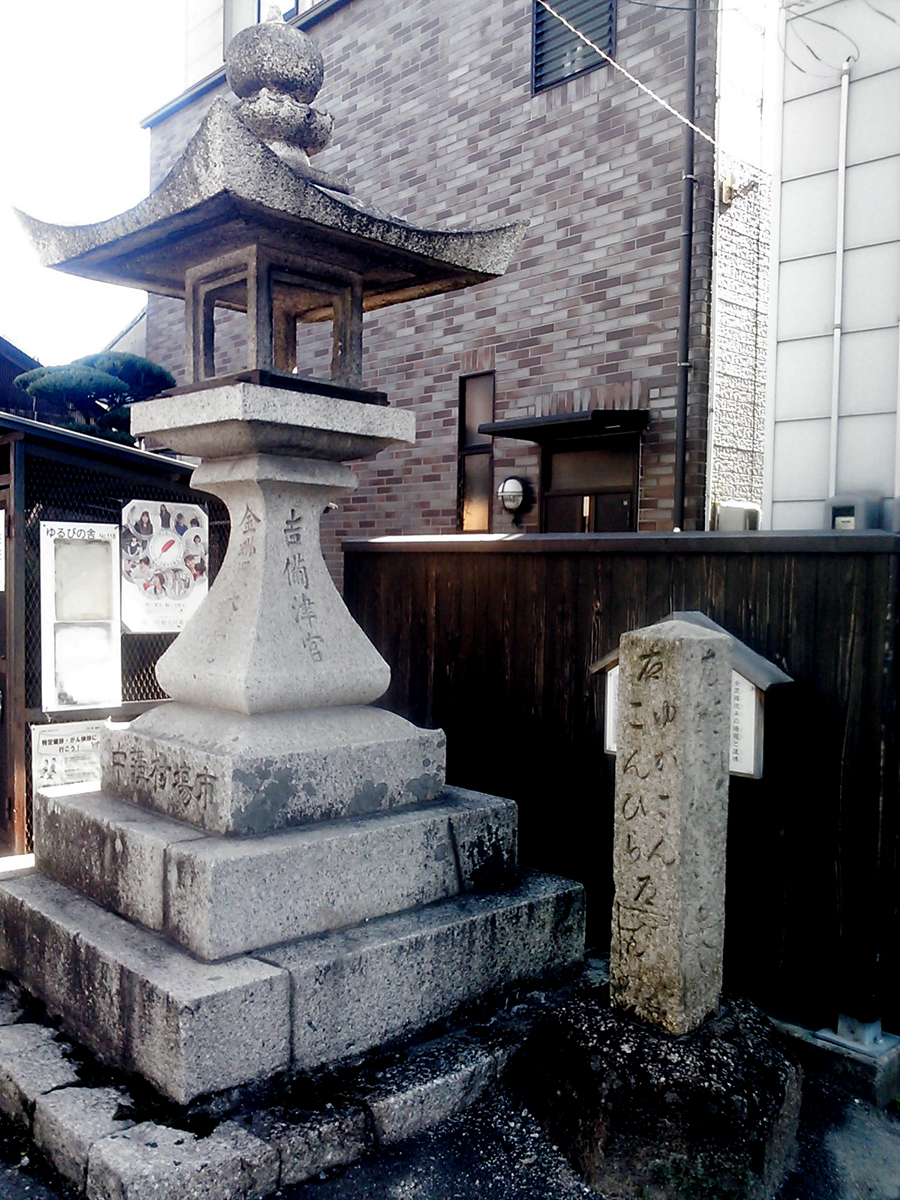
松尾坂灯籠（早島町） 灯篭には「金毘羅大権現」と「吉備津宮」の文字がある
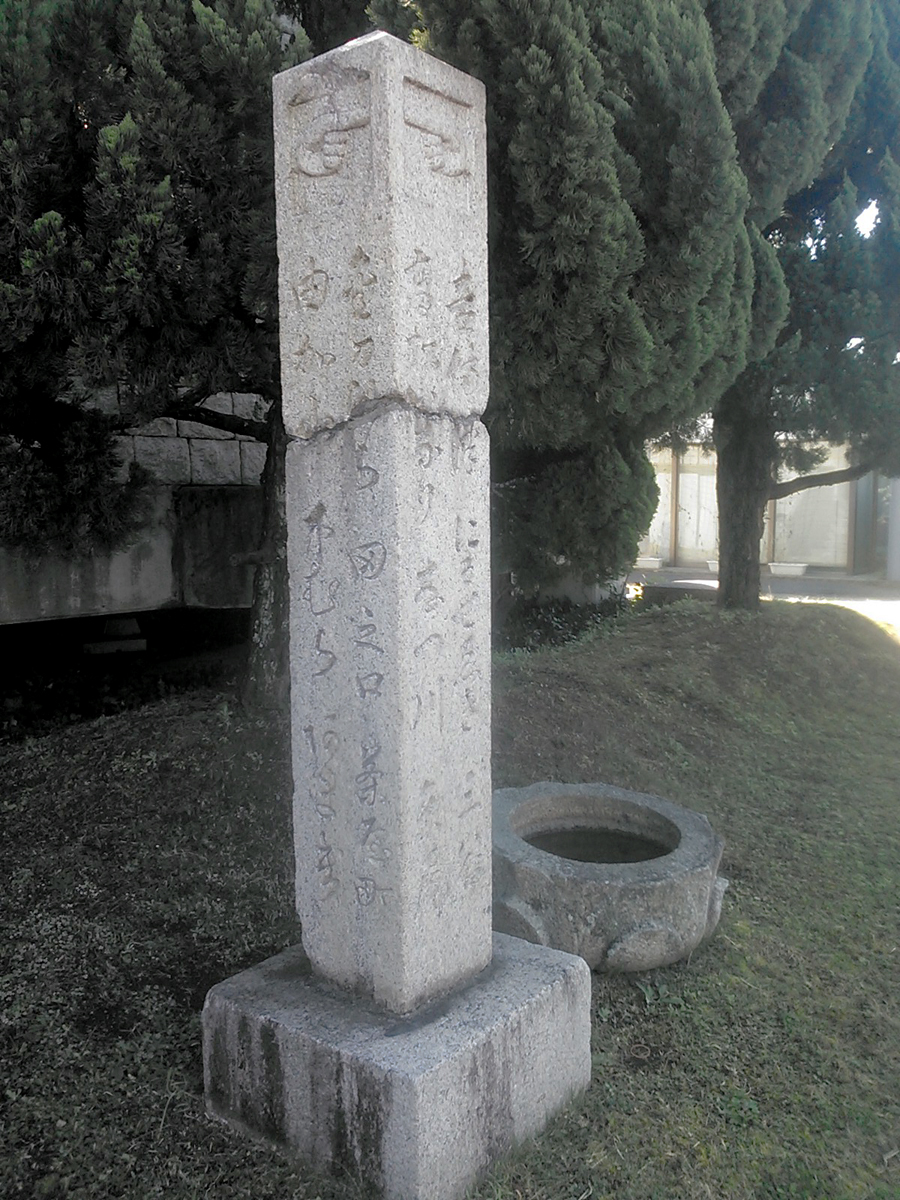
早島中央公民館（早島町）に移築された道標遺構
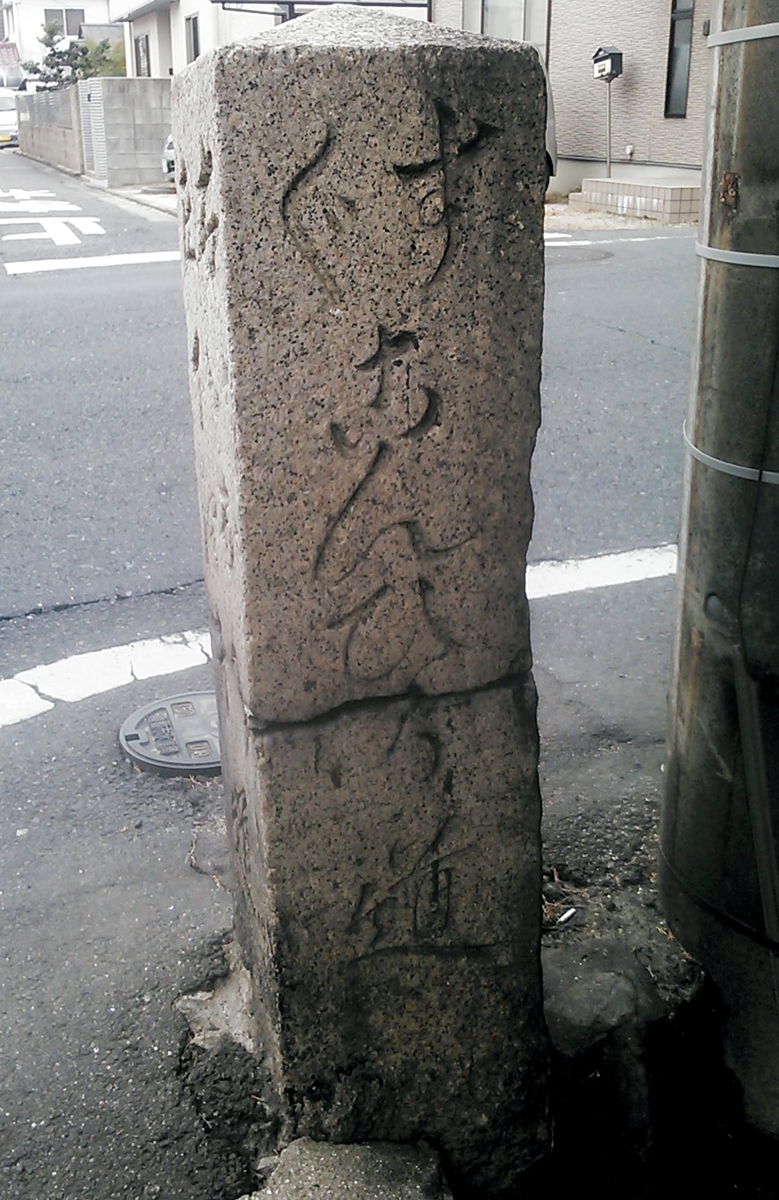
金毘羅往来道標（倉敷市茶屋町） 「すぐ 古んひら 道」と記されている。
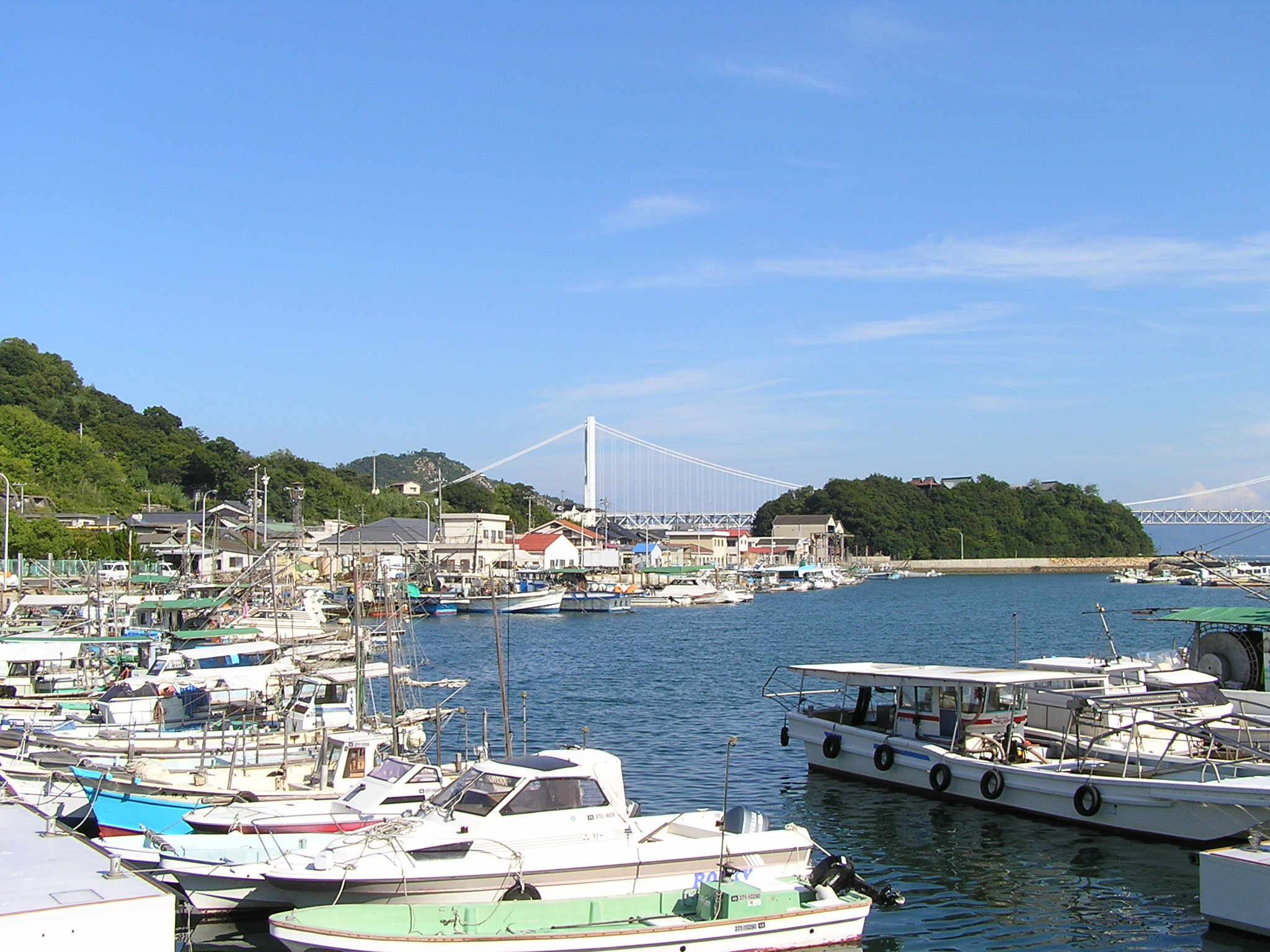
下津井港（倉敷市） ここから海路をとり丸亀港の太助灯籠に向かう

#### 妹尾金毘羅往来
| 国道2号標識 | 岡山県道173号標識 | 岡山県道21号標識 | 岡山県道152号標識 |

現在の岡山表町商店街付近（旧仙阿弥橋）にかつて存在した一里塚を起点とし、表町三丁目商店街を西方面に抜け柳川筋を南下して大雲寺交差点を西行、大供交差点（岡山市役所前）を南西に進み大元駅の北側を西へ抜けた後に南下して宇野線の線路周辺を沿うように移動して早島に向かうルート。岡山の中心部から直線的に由加・金毘羅へ向かう往来である。早島（松尾坂交差点）以降は下記する庭瀬金毘羅往来における撫川以降のルートと共通する。

#### 庭瀬金毘羅往来
| 国道2号標識 | 岡山県道173号標識 | 岡山県道21号標識 | 岡山県道162号標識 |

いわゆる鴨方往来を経由する道程で、市の開かれる商業地を多く経由することから、商売をしながら参拝を行う者が利用した。現在における旧吉備国（備前・備中・備後）域において「金毘羅往来」とした場合は、特にこの庭瀬金毘羅往来を指す。（ただし後述する吉備津金毘羅往来を含めて「庭瀬金毘羅往来」と称する事も多い。この2つの往来は共に岡山市北区の庭瀬および撫川を起点ないしは中継点とするルートであるため）上記した表町（旧仙阿弥橋）の一里塚から大元駅北側までは大元妹尾金毘羅往来と同一のルートを通るが、大元妹尾ルートで南下する交差点を曲がらずに直進し西方へ向かい北長瀬（岡山ドーム・北長瀬駅付近）を経由する。笹ヶ瀬川に突き当たるまで西行した後に同河川の土手を南下し白石橋で渡川。笹ヶ瀬川西側土手を南下して久米集会所付近より西行し山陽本線庭瀬東踏切を越えてさらに東へ。庭瀬駅北口前を越えた後に北折し庭瀬城および撫川城の北側を西行。應徳寺付近に庭瀬起点の道標があり、そこを南下する事で鴨方往来から分岐する。本往来の存在により岡山市北区中央町瓦橋交差点付近は庭瀬口の別名がある。現在は岡山市北区撫川に在する應徳寺の道標（鴨方往来との分岐点）を起点としている。

#### 吉備津（一宮・真金）金毘羅往来
| 国道53号標識 | 岡山県道27号標識 | 岡山県道42号標識 | 国道180号標識 | 岡山県道389号標識 | 岡山県道245号標識 | 岡山県道151号標識 | 岡山県道162号標識 |

純粋な地域の巡礼および旅程無事の祈願を目的としたルートで、上記した金毘羅・由加山だけでなく、さらに旅程地の総鎮守社である備前・備中の各一宮を加えた道程となる。旧仙阿弥橋一里塚を起点として見た場合は、大元妹尾金毘羅往来や庭瀬金毘羅往来とは正反対の方向へと北上し、岡山市吉備津までは旧山陽道をそのままなぞるルート である。山陽道上において一宮地域で吉備津彦神社に参拝してから吉備津に入ったのち真金一里塚を越えた後に南下して吉備津神社に到る。南下地点は吉備津神社の敷地内となる松並木とされるが、あるいは更に西の板倉宿とされる場合もあり、同宿跡地には金毘羅・由加・吉備津の三社灯籠が現在も残る。吉備津神社の南西にある鳥居を出たところに金毘羅へ誘導する道標があり、ここから本格的に吉備津の金毘羅往来が始まっていることが解る。このルートにおける金毘羅往来の起点は、吉備津彦神社参拝を含めた場合は仙阿弥橋一里塚（岡山藩六官道との交点）吉備津神社参拝を含めた場合は真金一里塚（旧山陽道との交点）となる。吉備津神社以降は、岡山県道389号、岡山県道245号、さらに岡山市道川入庭瀬線を南下して庭瀬往来（鴨方往来）に至り、同往来に西行して撫川の道標に到る。撫川の起点道標を含め吉備地域付近の金毘羅往来の道標には「南方面への金毘羅行き・西方面の倉敷・玉島行き」を示すと同時に「北方向への吉備津神社行き」を同記したものが多い。ただ現在は、岡山市北区撫川に在する應徳寺の道標を起点として、庭瀬金毘羅往来と同一視する向きもある。

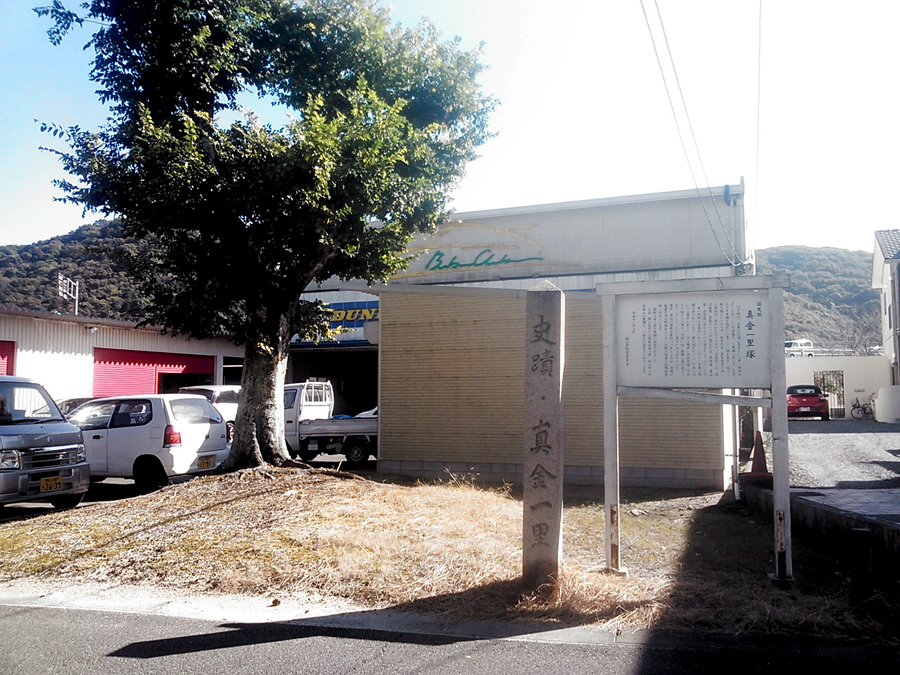
真金一里塚 （国指定史跡）
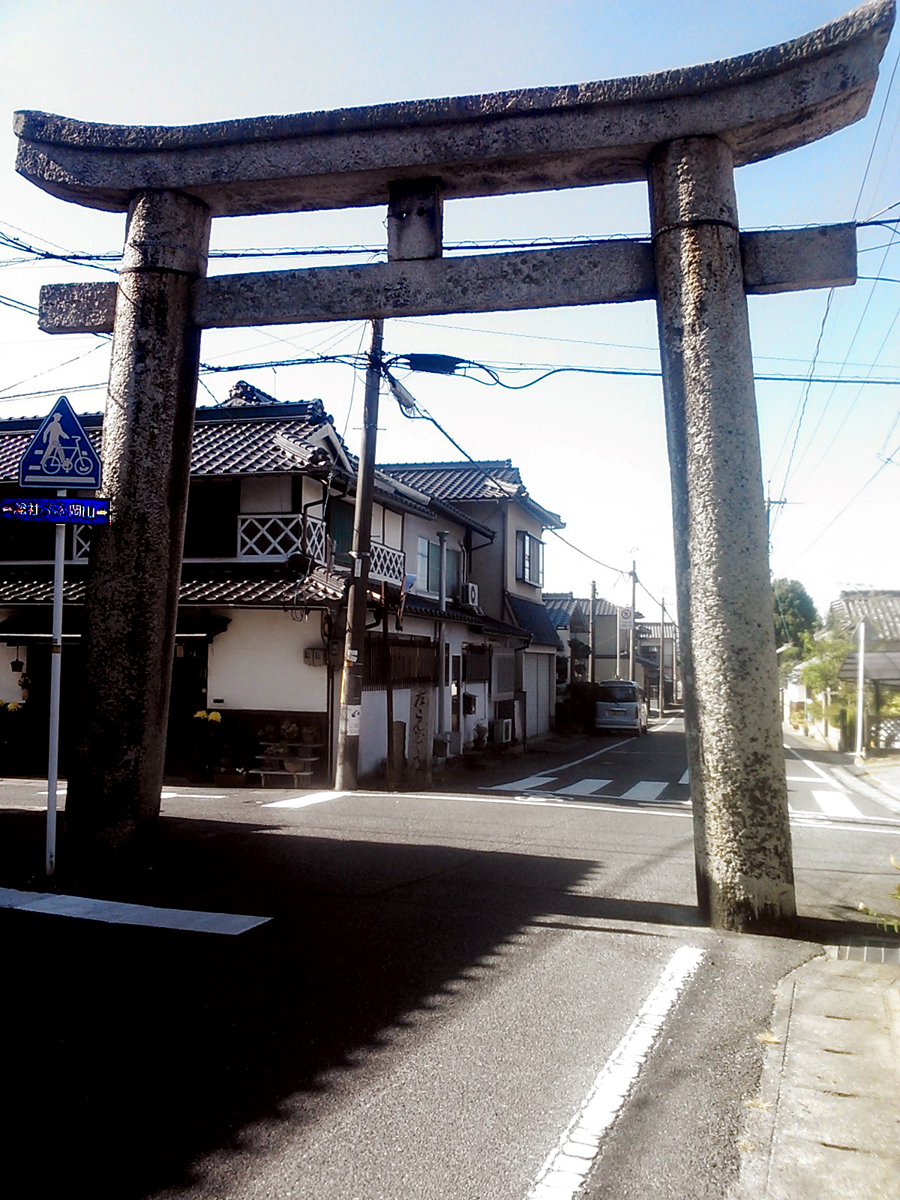
宮内鳥居（吉備津神社）鳥居の奥(神社境外)に「左 こんぴら」の道標がある
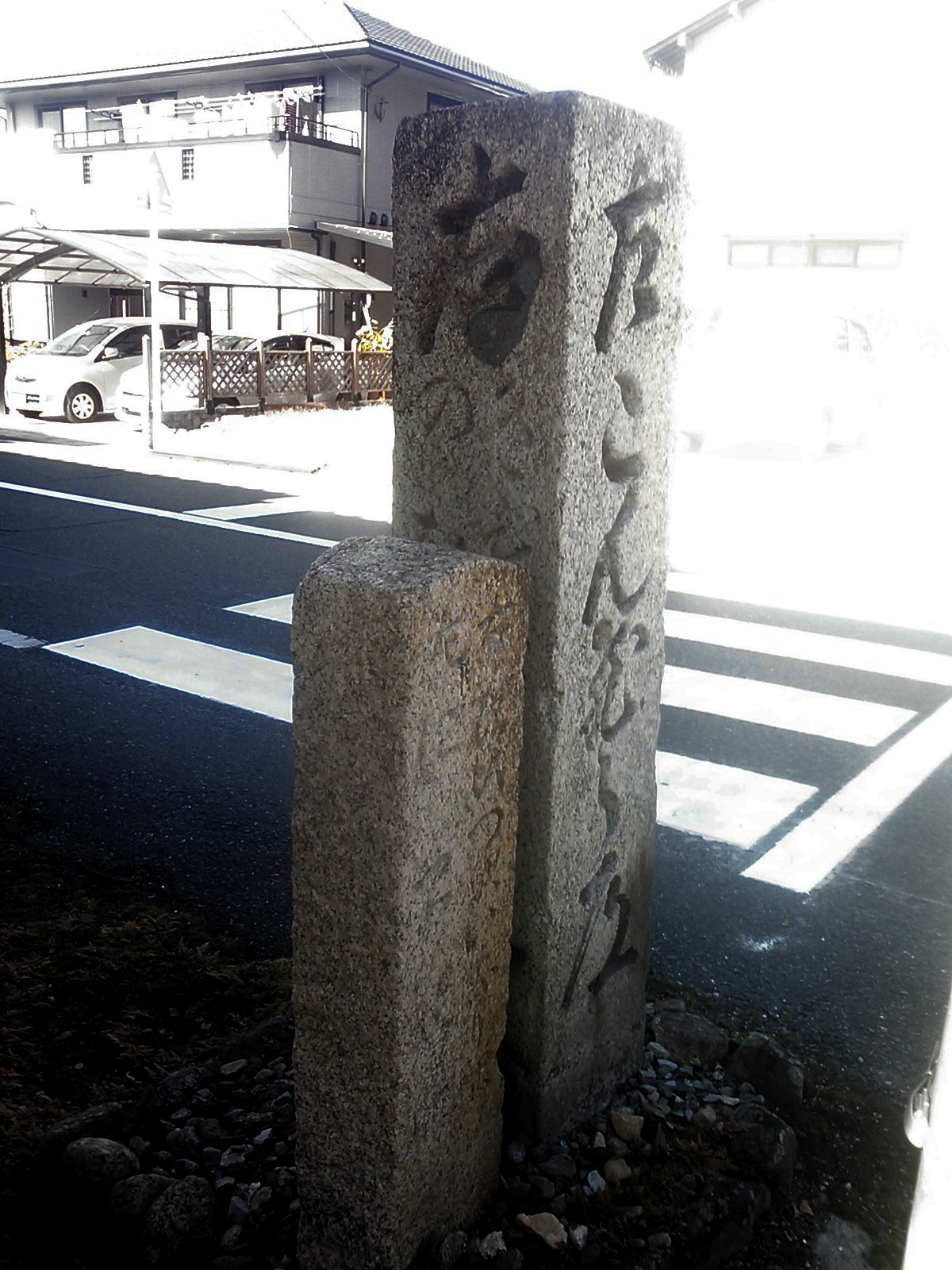
宮内鳥居境外道標
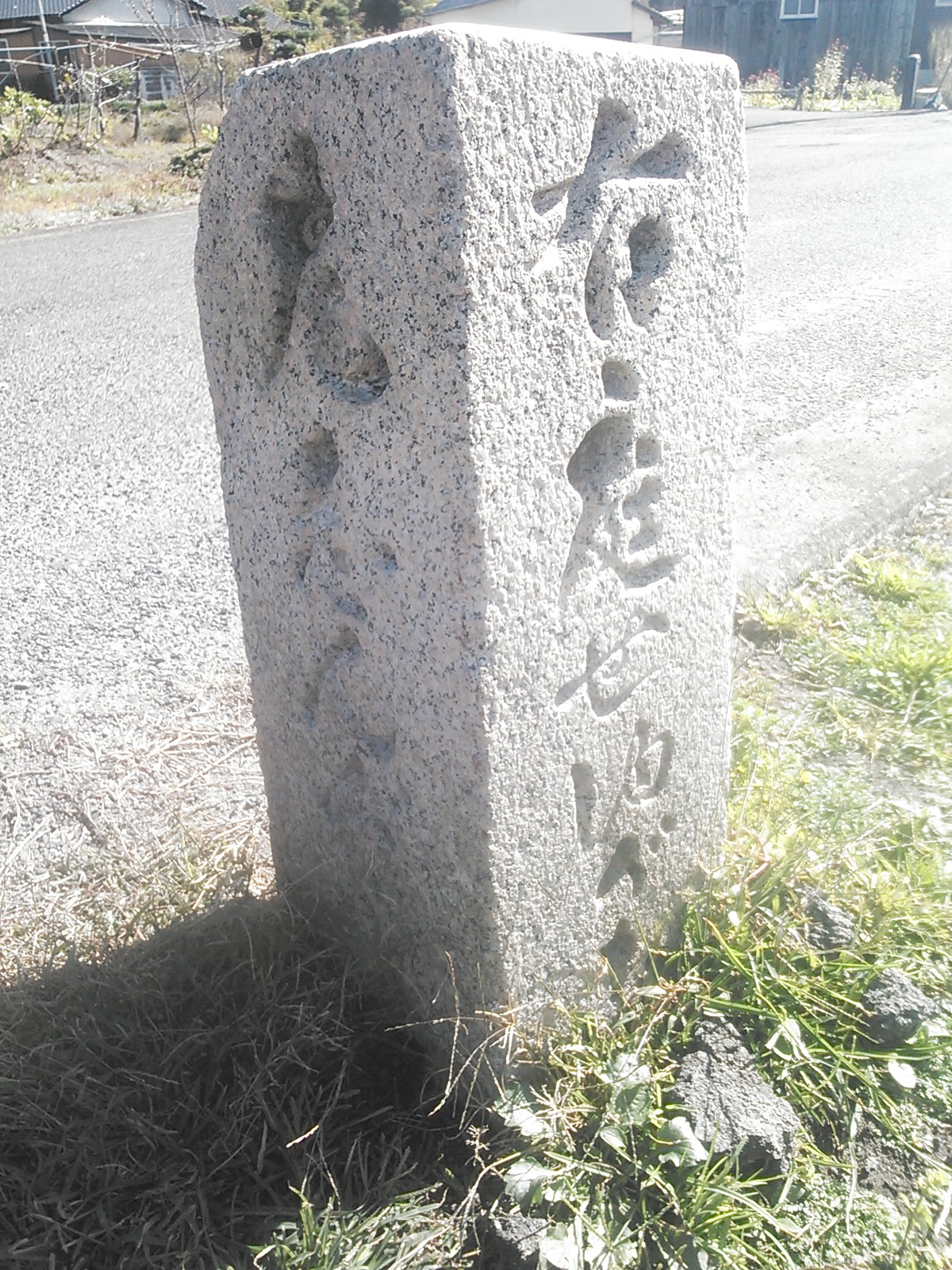
宮内鳥居から南へ約500mの道標。「左 金ひら」「右 庭せ由が」とあるが同じ道を示す

#### 撫川以降の金毘羅往来
| 岡山県道153号標識 | 岡山県道152号標識 | 岡山県道165号標識 | 岡山県道22号標識 | 岡山県道21号標識 | 岡山県道62号標識 | 岡山県道268号標識 | 岡山県道266号標識 | 国道430号標識 |

庭瀬金毘羅往来と吉備津金毘羅往来が合流する「撫川の道標」からは住宅地を西行して足守川を渡り、岡山県道153号付近の市道を南下し後に同県道に合流。岡山県総合流通センターがある丘陵の北側をなぞるように同県道を南西へと下り無津周辺で国道2号岡山バイパスを横断し、岡山県道185号で早島へ。松尾坂交差点で妹尾金毘羅往来と合流して岡山県道152号線に乗り、岡山県道165号線の交差点で南に折れて茶屋町・藤戸に到る。藤戸からはさらに南下し由加山・児島を経由して鷲羽山麓となる瀬戸内海の海岸付近を大きく回り（児島市街地から鷲羽山中腹にある扇ノ嵶隧道 を超えて山を降りて港に行くルートが取られる事もある）下津井港から渡船によって丸亀街道に乗ることになる。

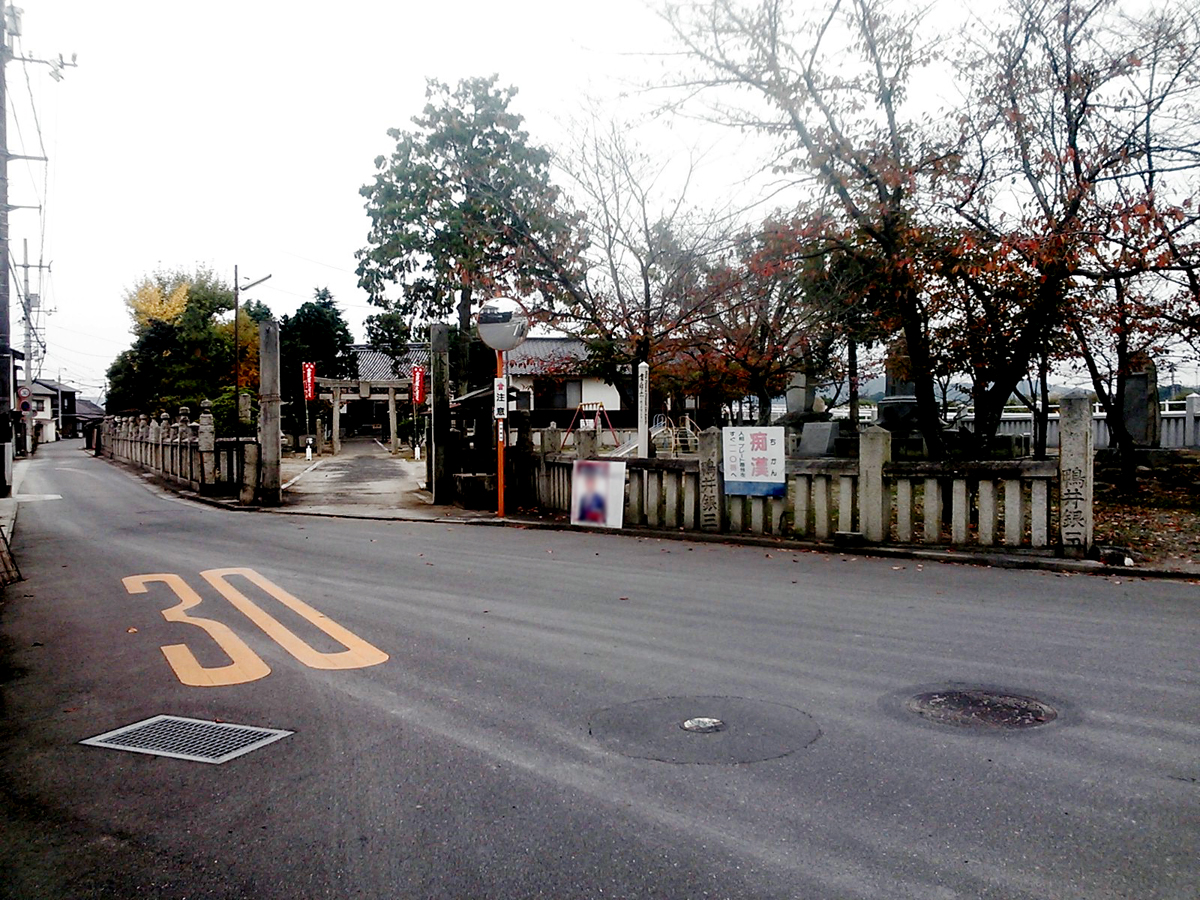
倉敷市茶屋町の金毘羅大権現 横の道が金毘羅往来。
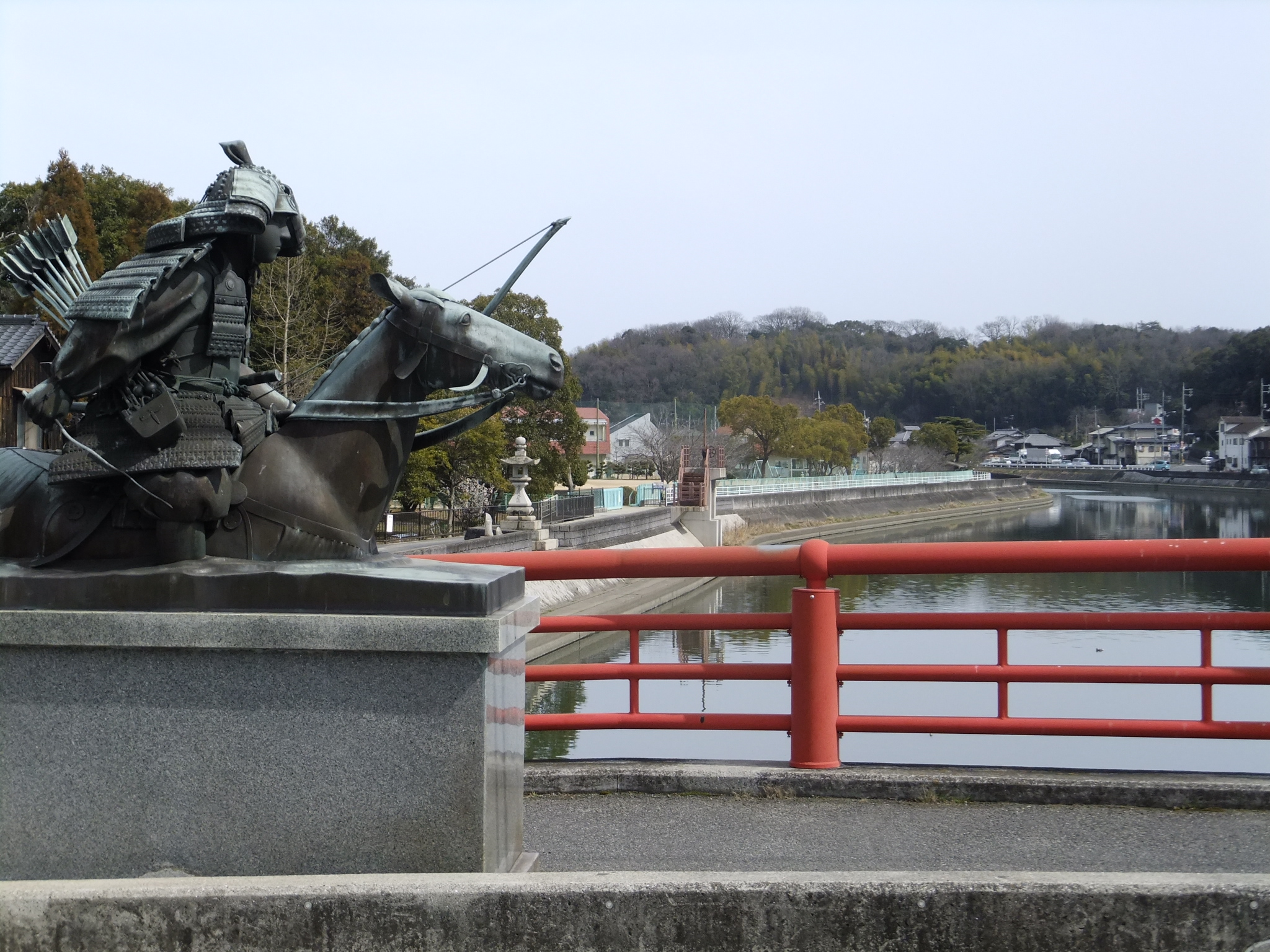
盛綱橋（藤戸）
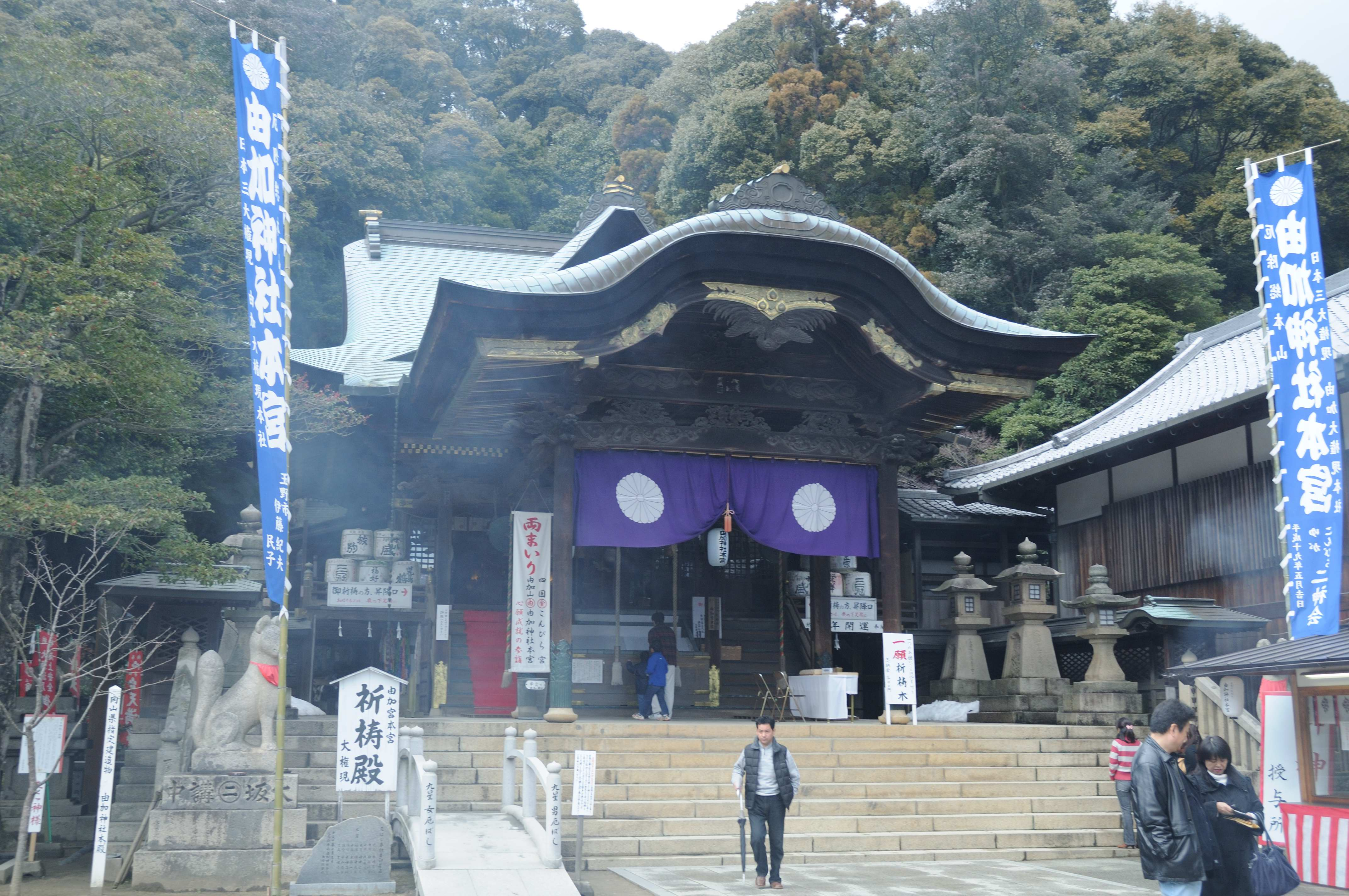
由加神社本宮（由加山）
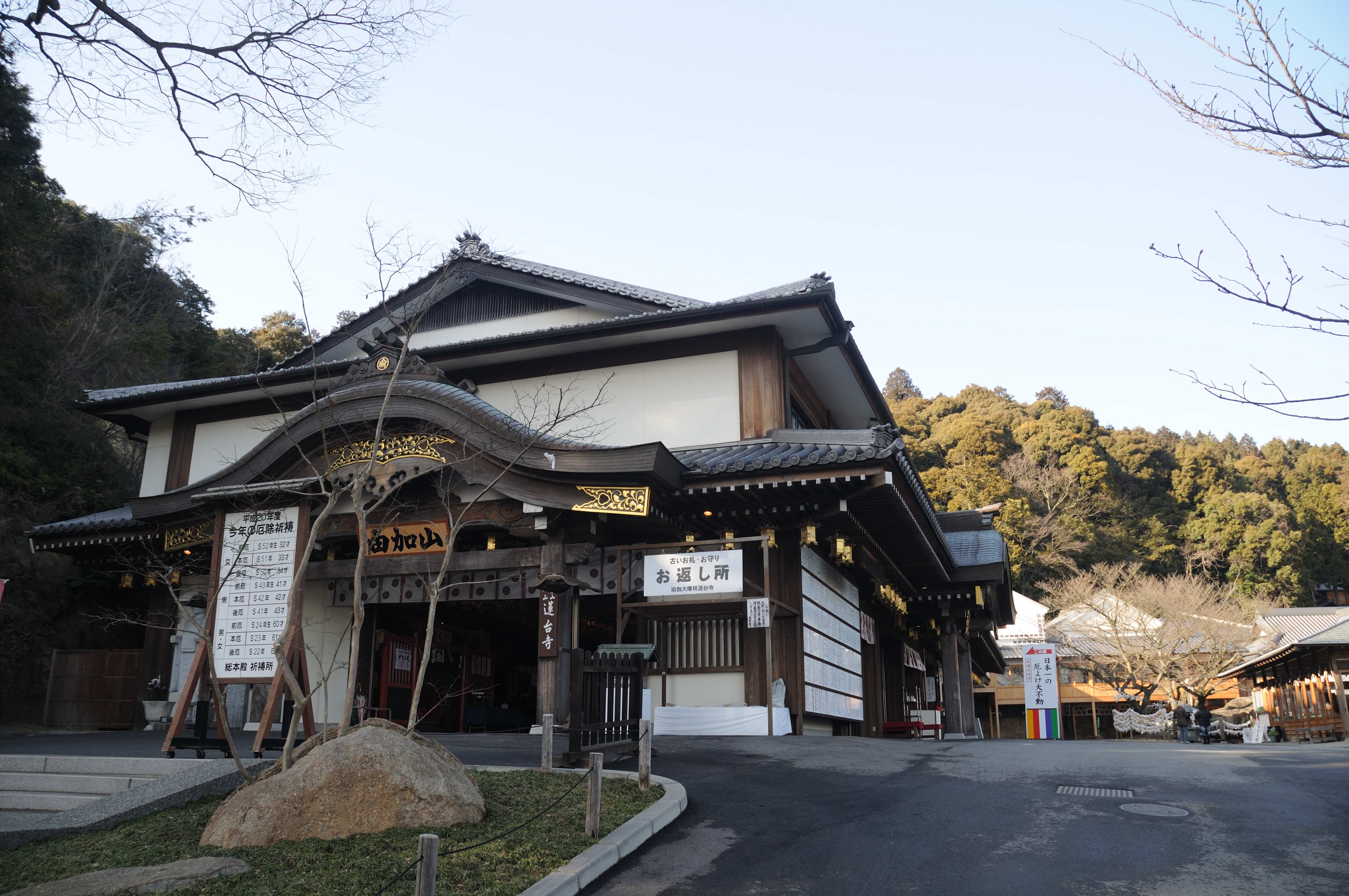
蓮台寺（由加山）

## 多度津街道
| 国道319号標識 | 香川県道25号標識 |

多度津港から善通寺、生野、大麻等を経て琴平に至る道。丸亀街道と同じく金毘羅船でやってくる参詣客が多く利用していたが、こちらは西国・九州からの参詣客が多かった。天保年間に多度津藩が多度津港の大改修をしてからは丸亀街道をも凌ぐ賑わいを見せたと伝わる。
多度津琴平間の道は明治時代に政治家・大久保諶之丞が四国新道を建設した。現在の香川県道25号や国道319号が流れを汲む。JR四国土讃線と並行している。

## 阿波街道
| 国道32号標識 | 国道438号標識 |

徳島県から讃岐山脈を越えて琴平に至る道。琴平町内の阿波町の名称は阿波国からの多くの人がやってきたことに由来する。阿波国と讃岐国を結ぶ街道はいくつか存在しているが、阿波池田から猪ノ鼻峠、財田戸川、樅の木峠等を経て琴平に至る街道は阿波別街道ともいい、この街道は明治時代になってから大久保諶之丞により四国新道として整備され、後に国道32号に指定された。並行してJR四国土讃線が走っている。
阿波からの参詣客は金刀比羅宮とゆかりがあり金毘羅奥の院と呼ばれる箸蔵寺も併せて参詣することが多かった。金刀比羅宮と箸蔵寺の間を、財田から猪ノ鼻ではなく二軒茶屋経由で結んでいた街道は箸蔵街道と呼ばれている。車道としては整備されなかったが、往時の道はハイキングコース・四国のみちとして整備されている。
貞光から三頭峠を越え、久保谷、造田、四条等を経て琴平に至る阿波街道の大部分は後に国道438号に指定された。峠区間は自動車道路としては整備が遅れていたが、1997年にようやく三頭トンネルが開通し、自動車の行き来が容易になった。美馬市美馬町立見山では埋もれていた旧街道の鳥居が住民の手により活用されている。

## 伊予・土佐街道
| 国道11号標識 | 国道377号標識 |

愛媛県から燧灘沿いに豊浜へ、ここから内陸を進み伊予見峠を経て琴平の牛屋口に至る道。伊予からの参詣客のほか、土佐（北）街道を通ってやってきた土佐からの参詣客も多く利用していた。この街道沿いに残る灯籠などの寄進物は伊予・土佐の人々によるものが多い。幕末に土佐の志士もこの街道を利用していたため、牛屋口には坂本龍馬像も設置されている。またここから少し外れたところには金比羅大権現の歴代別当の墓がある広谷墓地がある。現在の国道377号はこの街道の流れを汲む道路である。

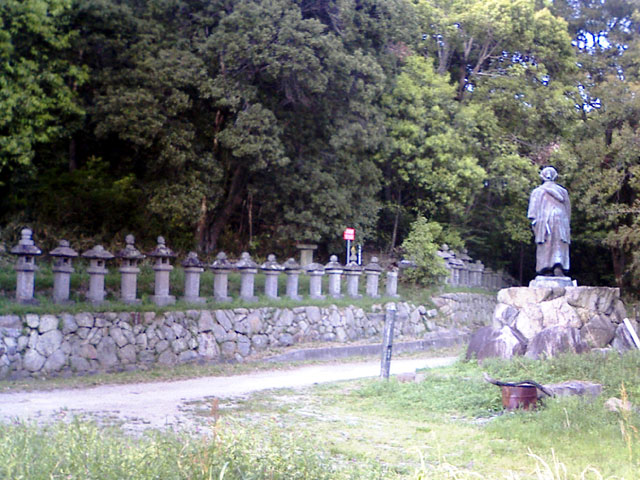
石燈篭と坂本龍馬像（牛屋口）
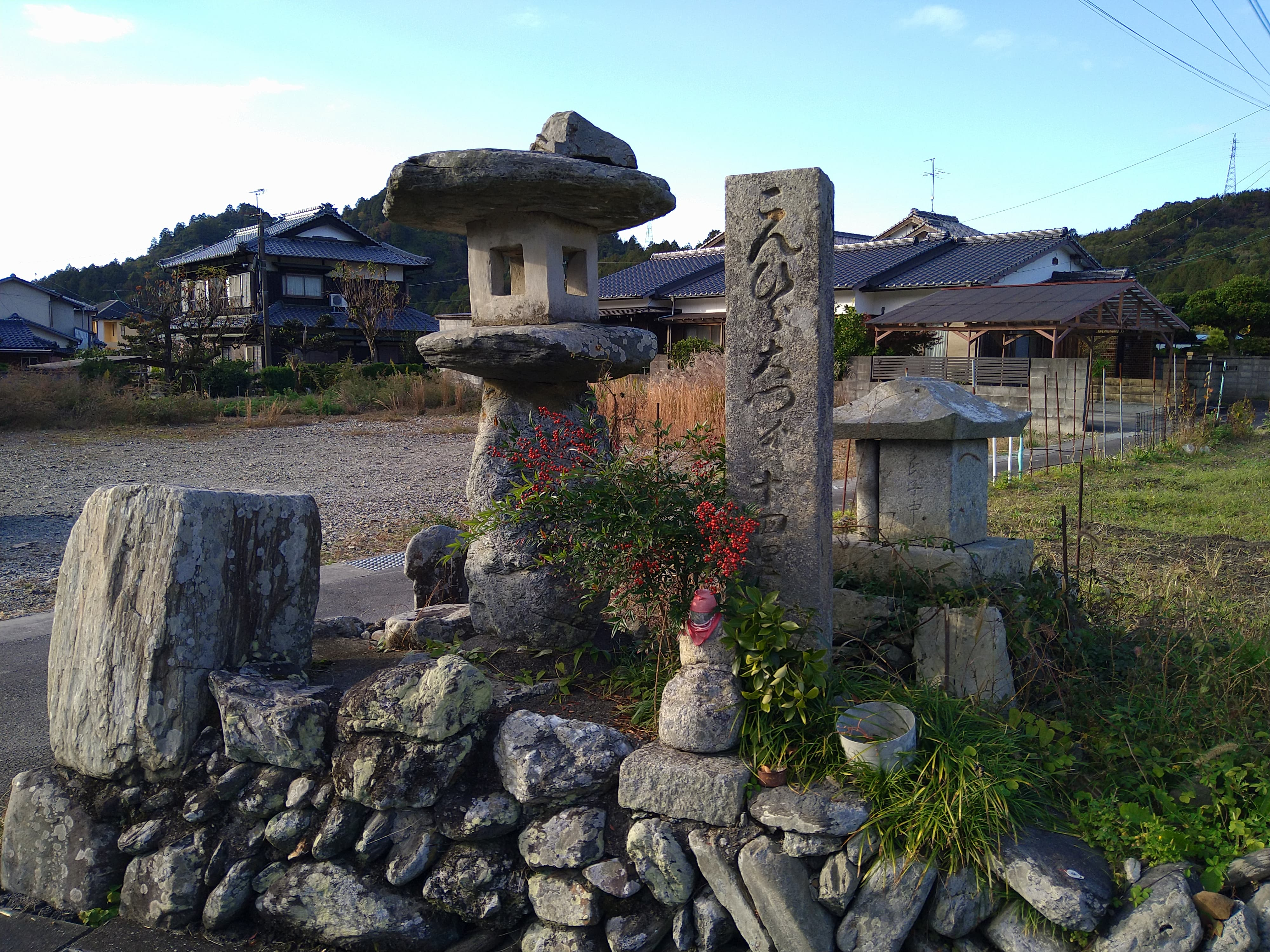
こんぴらちかく十四里　（新居浜市）